# جوني فينتر
جوني فينتر (بالإنجليزية: Johnny Winter)‏ (و. 1944 – 2014 م) هو عازف قيثارة، ومغني، ومغن مؤلف، ومنتج أسطوانات أمريكي، ولد في بومونت، يستخدم آلات قيثارة، ومندولين، وهارمونيكا، توفي في زيورخ، عن عمر يناهز 70 عاماً.

## وصلات خارجية
- جوني فينتر على موقع IMDb (الإنجليزية)
- جوني فينتر على موقع روتن توميتوز (الإنجليزية)
- جوني فينتر على موقع ميوزك برينز (الإنجليزية)
- جوني فينتر على موقع إن إن دي بي (الإنجليزية)
- جوني فينتر على موقع أول ميوزيك (الإنجليزية)
- جوني فينتر على موقع ديسكوغز (الإنجليزية)
- جوني فينتر على موقع قاعدة بيانات الفيلم (الإنجليزية)
- جوني فينتر في قاعدة بيانات الأفلام على الإنترنت